# Vivid (BoAのシングル)
『Vivid』（ヴィヴィッド）は、BoAの27枚目のシングル。

## 解説
- 『DOUBLE』以来4年8か月ぶりとなるトリプルA面シングル。「CDのみ」と「CD＋DVD」の2形態で発売。
- 公式サイトではコンセプトシングルとされており、本作の楽曲やアートワークは「Vivid」をテーマに作られた。
- 「Kissing you」は、テレビ朝日系木曜ドラマ『7人の女弁護士』の主題歌となっており、BoAが日本の連続ドラマの主題歌を手掛けるのは初である。
- 初回盤特典として、「CD+DVD」はDVDにミュージッククリップのメイキング映像を、「CDのみ」はCD-EXTRA仕様で、ジャケット撮影の様子とミュージッククリップのダイジェストをそれぞれ収録。
- iTunes Storeでの配信限定でCD未収録のリミックスバージョン「Sparkling（i-dep's GAAP mix）」が、同年5月28日に先行発売された。
- オリコンでは初登場5位と「LOVE LETTER」以来にTOP5入りとなり、初動も同様に2万枚を超えた。

## 収録曲

### CD
1. Kissing you
  - 作詞：藤林聖子／作曲：ArmySlick／編曲：NAOKI-T
2. Sparkling
  - 作詞：MIZUE／作曲：原一博／編曲：h-wonder
3. Joyful Smile
  - 作詞：Satomi／作曲・編曲：浅田将明
4. Kissing you（Instrumental）
5. Sparkling（Instrumental）
6. Joyful Smile（Instrumental）

### CD-EXTRA
1. Vivid Jacket Shooting Off Shot + Kissing you & Sparkling Music Clip Digest
  - 「CDのみ」の初回盤にのみ収録（「CD+DVD」未収録）

### DVD
1. Kissing you (Music Clip)
2. Sparkling (Music Clip)
3. BoA TV 2nd Season -Kissing you & Sparkling Music Clip Making-（初回盤のみ）

## タイアップ
Kissing you
- テレビ朝日系ドラマ「7人の女弁護士」主題歌
- エムティーアイ「music.jp」CMソング

Sparkling
- ゼスプリ・インターナショナル「ゴールドキウイ」CMソング

Joyful Smile
- 日本テレビ系「スポーツうるぐす」テーマソング